# Kathedrale von St Edmundsbury

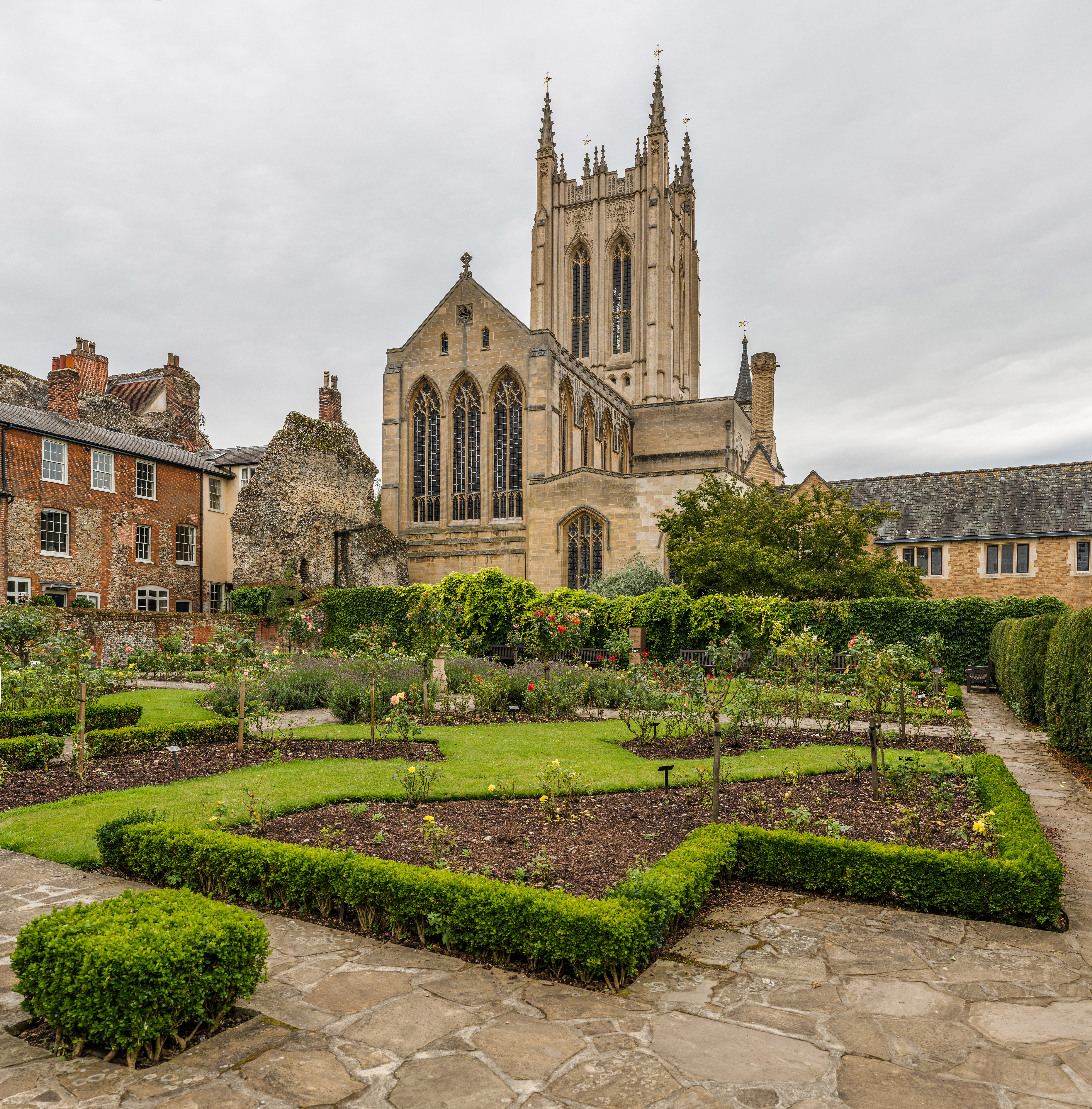
Kathedrale von St Edmundsbury

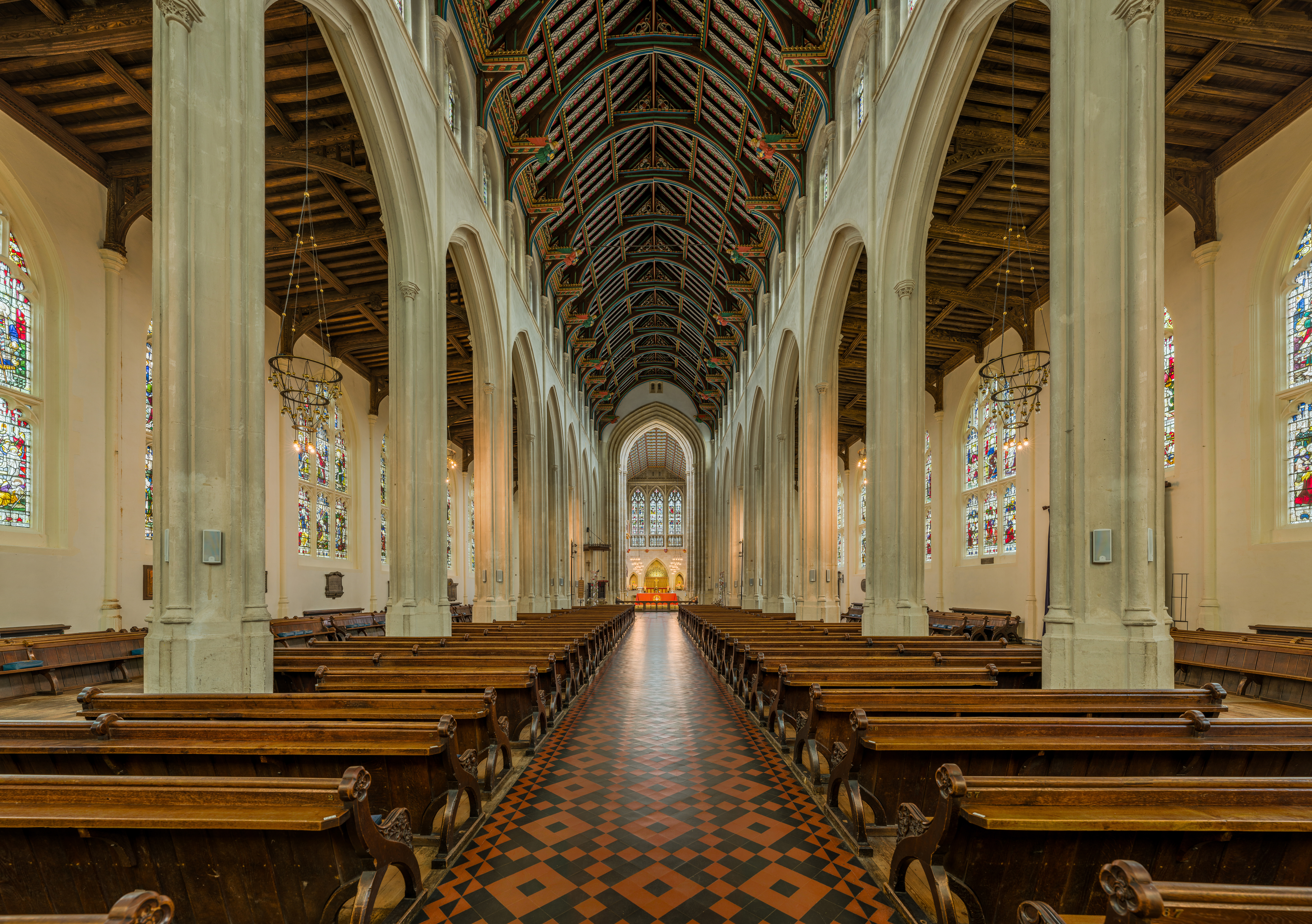
Langhaus

Blick vom Chorbereich (chancel) über die erhöhte und belichtete Vierung ins Langhaus

Die anglikanische Kathedrale von St Edmundsbury ist der Sitz der Bischöfe von St Edmundsbury und Ipswich. Sie liegt in der Stadt Bury St Edmunds etwa 45 km östlich von Cambridge in der Grafschaft Suffolk.

## Geschichte
Die Kathedrale steht auf dem Grund und Boden der in der Zeit der Englischen Reformation aufgelösten und größtenteils zerstörten Abtei St Edmund. Ein erster Kirchenbau an der Stelle ist für das Jahr 1065 nachgewiesen, doch entstammt der heutige Zustand weitgehend einer im frühen 16. Jahrhundert unter John Wastell († um 1515) begonnenen Neubaumaßnahme sowie weiteren Veränderungen des 18. und 19. Jahrhunderts; so entwarf der Architekt George Gilbert Scott († 1878) die eindrucksvollen offenen Dachstühle im Langhaus. Nach der Schaffung der Diözese von St Edmundsbury und Ipswich im Jahr 1914 wurde der Bau Bischofssitz und Hauptkirche einer Reihe von Dekanaten (deaneries). In den Jahren nach 1959 wurden erneut zahlreiche Um- und Neubauten durchgeführt, zu denen der Vierungsturm und der gesamte – ebenfalls holzgewölbte – Chorbereich (chancel) gehören.

## Architektur
Die Kirche ist dreischiffig basilikal und verfügt über ein Querhaus mit einem erhöhten und belichteten Vierungsturm („Laternenturm“) im neugotischen Stil, der jedoch erst in den Jahren 2000–2005 entstand. Fenster und Decken des im Aufriss dreigeteilten Chores unterscheiden sich deutlich von denen des nur zweigeschossigen Langhauses.

## Ausstattung
Das im Eingangsbereich stehende Taufbecken (baptismal font) wurde im Jahr 1870 von George Gilbert Scott entworfen; Teile des Dekors stammen erst aus den 1960er Jahren. In der Lady Chapel hängt ein modernes Gemälde mit der Darstellung des Martyriums des hl. Edmund.
Die 2010 gebaute viermanualige Orgel ist ein Werk von Harrison & Harrison, in dem Pfeifenwerk der Vorgängerorgel eingearbeitet wurde.

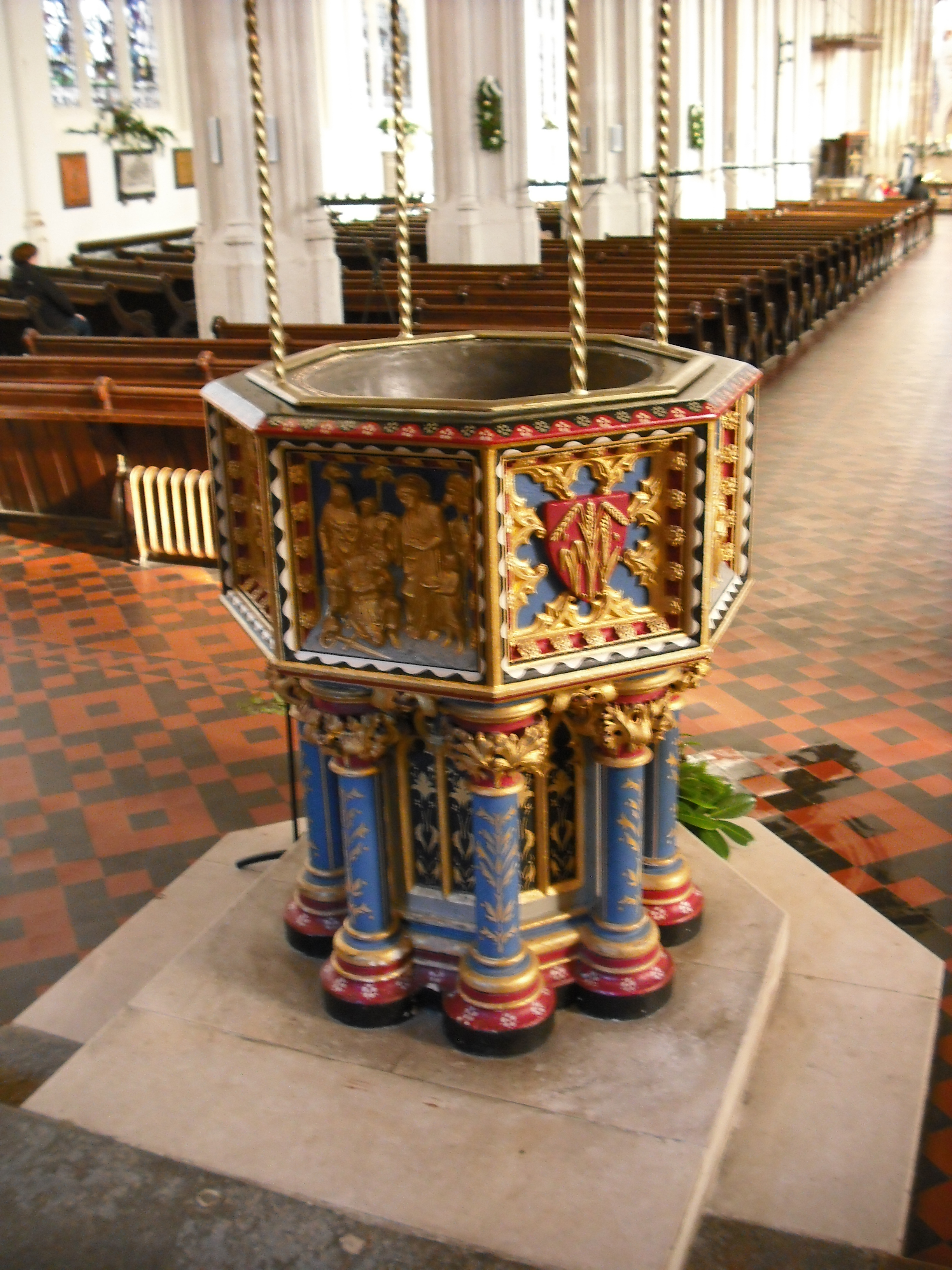
Taufbecken
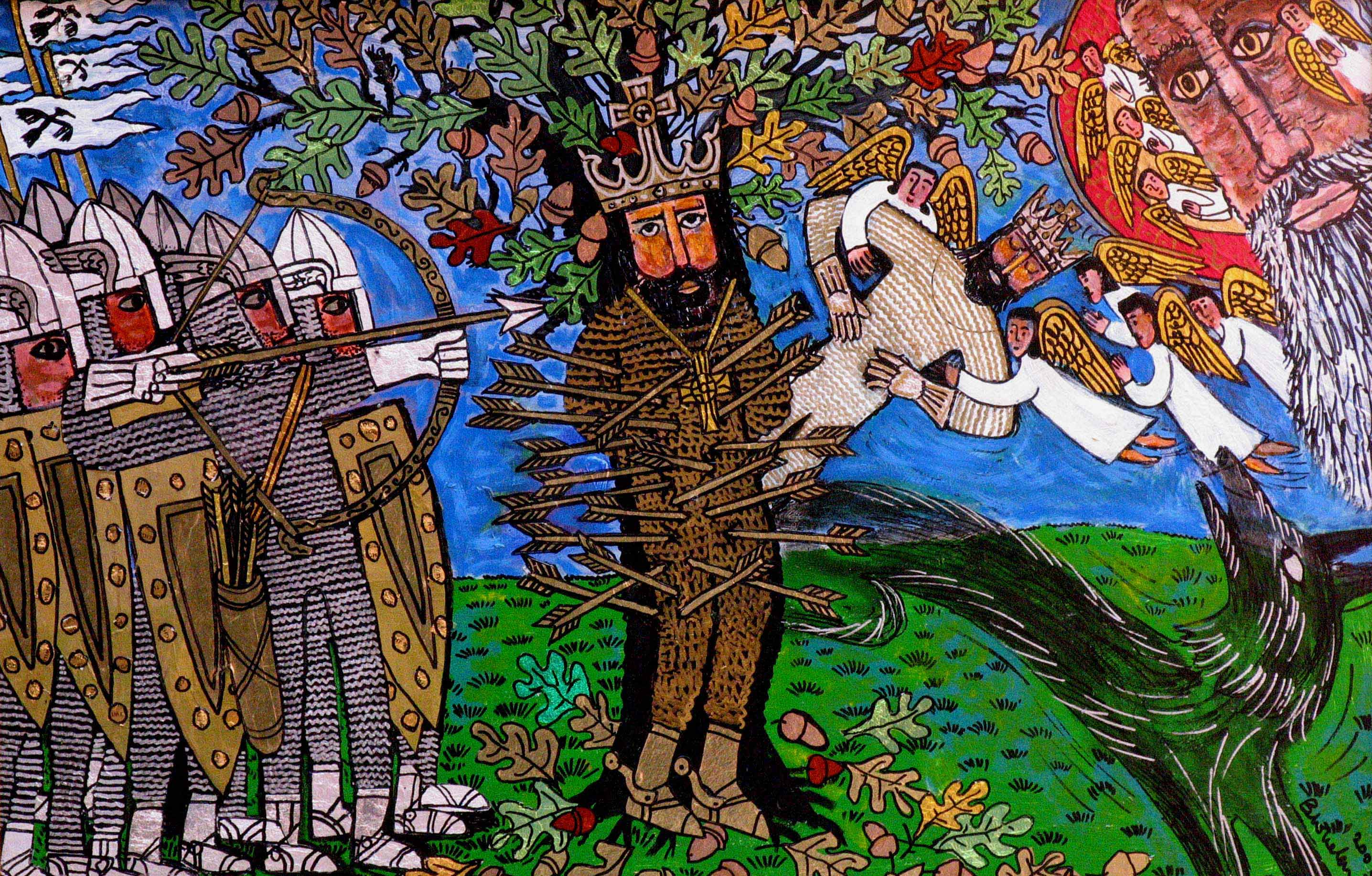
Martyrium des hl. Edmund
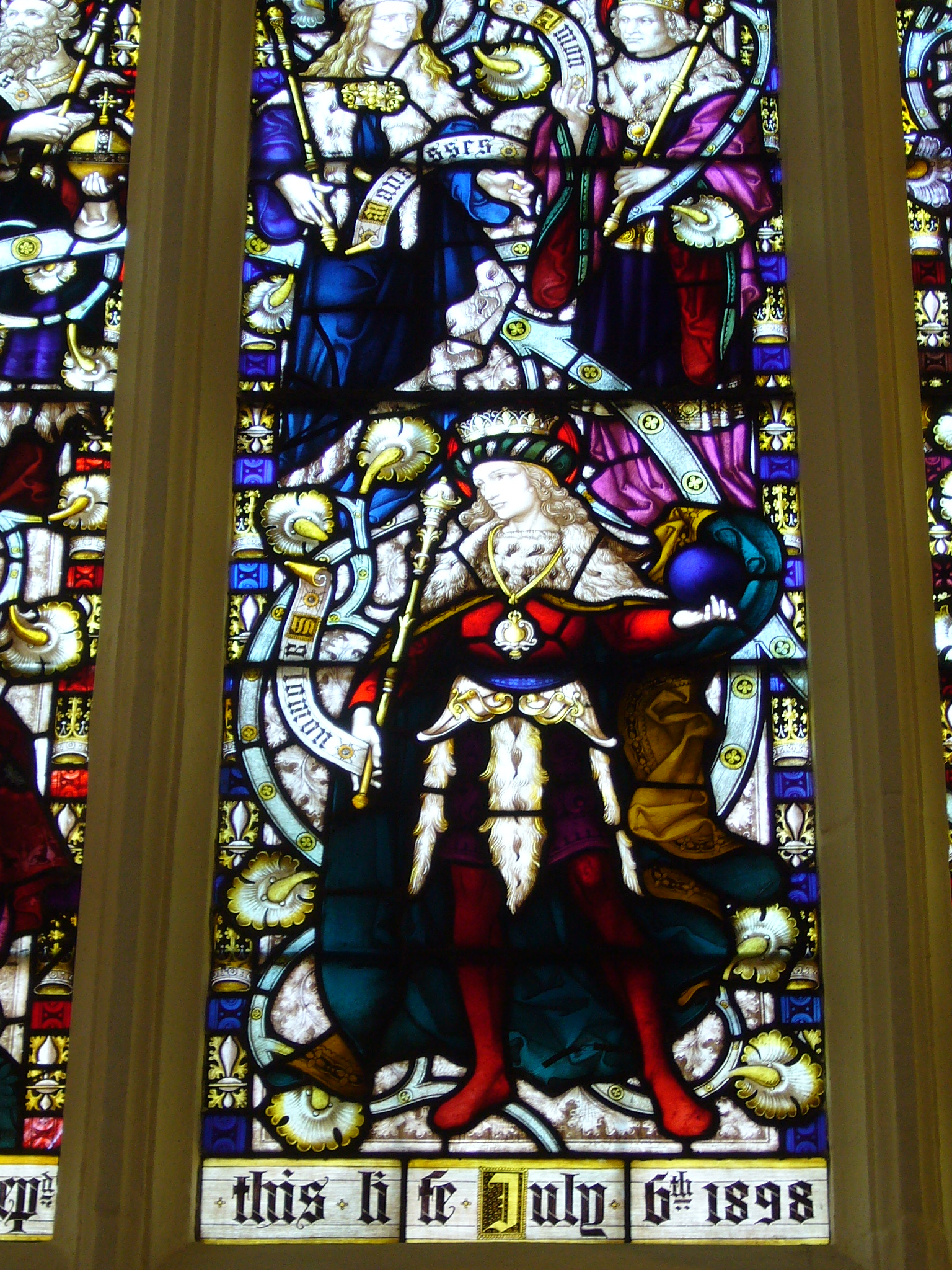
Glasfenster mit König Salomon
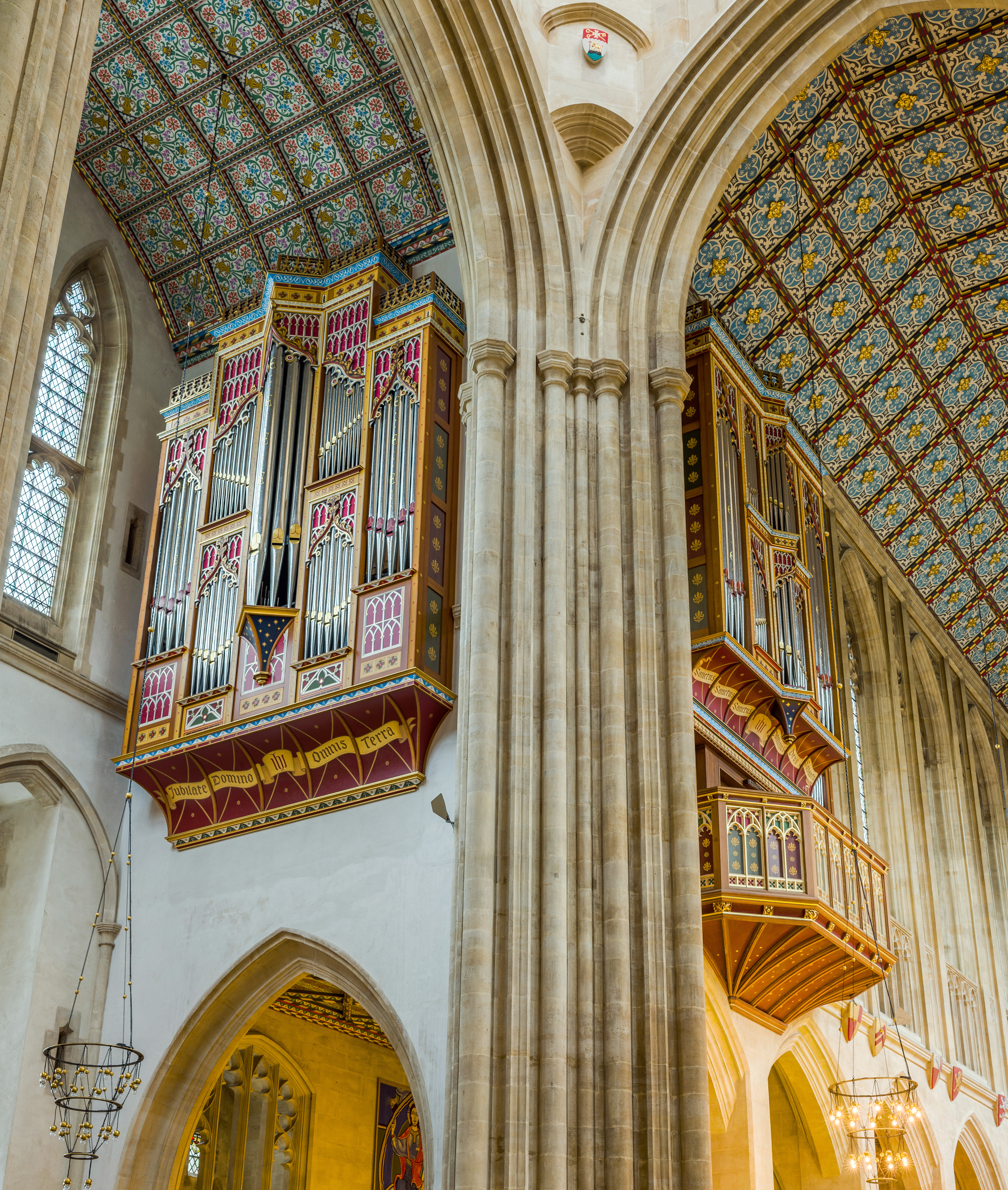
Orgel von 2010 in historischen Gehäusen in Vierung und Chor